# Joan XIX (papa copte)
|  | Aquest article tracta sobre el papa copte. Si cerqueu el papa catòlic, vegeu «Papa Joan XIX». |

Joan XIX (copte: Ⲓⲱⲁⲛⲛⲏⲥ; àrab: يوأنس, Yuʾannas) (Assiut, 1855 - ?, 21 de juny de 1942) va ser el 113è papa d'Alexandria i patriarca de la Seu de Sant Marc, cap de l'Església Ortodoxa Copta.
S'incorporà al monestir de Paromeos, al desert de Nítria, com a monjo i va ser enviat a Grècia a estudiar teologia. Abans d'esdevenir papa, el papa Ciril V el va nomenar metropolità d'al-Buhayra, i va ser el primer bisbe o metropolità d'una eparquia que esdevingué papa a la història de l'Església Ortodoxa Copta. Abans, la tradició era nomenar un monjo al càrrec papal. Alguns argumenten que l'elecció del bisbe com a papa (i bisbe) de la ciutat d'Alexandria no era canònica perquè anava contra el cànon 15 de Nicea i d'altres concilis i cànons de l'església. Aquest tema ha provocat una disputa continuada des de 1928 dins de l'Església Ortodoxa Copta.